# Langau (Dolna Austria)
Langau – gmina targowa w Austrii, w kraju związkowym Dolna Austria, w powiecie Horn, w regionie Waldviertel. Według Austriackiego Urzędu Statystycznego liczyła 665 mieszkańców (1 stycznia 2014).